# فرودگاه اوییکا
فرودگاه اوییکا (به انگلیسی: Ojika Airport) یک فرودگاه همگانی است که یک باند فرود آسفالت بتن دارد و طول باند آن ۸۰۰ متر است. این فرودگاه در کشور ژاپن قرار دارد .